# Adélaide de Wettin
Adélaïde de Wettin, reine de Danemark, épouse du roi Sven III de Danemark.

## Biographie
Adélaïde, fille de Conrad Ier le Pieux, Margrave de Misnie, épouse le roi Sven III de Danemark vers 1152. Veuve, elle se remarie avec le comte Adalbert III de Ballenstedt (mort en 1173).